# محمدباقر مشایخی خوانساری
شیخ محمدباقر مشایخی خوانساری     از سیاستمداران ایرانی بود، که در دوره نخست بعنوان نماینده خوانسار در مجلس شورای ملی حضور داشت.

او پدر مرتضی مشایخی و محمد مشایخی است.